# The Family Man
The Family Man è un film del 2000 diretto da Brett Ratner, interpretato da Nicolas Cage e Téa Leoni.
Il film è incentrato su un uomo a cui viene data la possibilità di vivere, per un breve periodo, la vita che avrebbe potuto avere se avesse preso una decisione diversa 13 anni prima.
Pur non potendo essere considerato un vero e proprio remake, il film trae lo spunto di fondo, e in particolare la figura dell'"inviato dal cielo" che opera l'incantesimo di una vita diversa da quella reale, dal celebre La vita è meravigliosa di Frank Capra.

## Trama
1987. Jack Campbell e la sua ragazza Kate Reynolds si stanno salutando all’aeroporto JFK di New York: lui è in partenza per un percorso di studio e lavoro della durata di un anno, a Londra. Tutto è deciso, i due sono preparati alla lunga separazione, ma all’ultimo momento Kate ha un ripensamento. Ha paura che se lo lascia andare, la loro relazione finirà, e lo prega di restare. Jack la rassicura sul fatto che un anno non è così lungo, tornerà in men che non si dica e costruiranno la loro vita insieme, a maggior ragione sentendosi fiducioso delle possibilità professionali che l’esperienza londinese potrebbe procurargli. Quindi parte, salutando una Kate in lacrime.
Passano 13 anni e si intuisce che le cose sono andate diversamente: Jack è scapolo (non ha una relazione stabile), vive da solo in un grande attico a New York, ha una Ferrari ed è il presidente di una grande azienda a Wall Street che fornisce consulenza e gestisce fusioni aziendali da miliardi di dollari: proprio durante il periodo natalizio ne ha una in ballo che sfiora i 130 miliardi.
La vigilia di Natale, Jack indice una riunione d’emergenza per gestire gli ultimi dettagli per il giorno successivo, con grande disappunto dei suoi sottoposti (in particolare il suo braccio destro Alan Mintz) i quali, a differenza sua, hanno famiglia, e cerca di tenere alto il morale facendo leva sulla montagna di denaro che stanno per ricevere.
La sera stessa, la sua segretaria Adele gli passa un appunto: Kate Reynolds, la sua ragazza ai tempi dell’università, l’ha cercato senza specificare il motivo. Adele cerca di richiamarla ma Jack la interrompe, non ha intenzione di rivangare il passato, come suggerito con estremo cinismo anche dal presidente onorario della società, Peter Lassiter.
Il programma di Jack per il giorno di Natale prevede, oltre alla riunione d’emergenza, un viaggio ad Aspen (Colorado) per ‘coccolare’ il dubbioso presidente di una delle due società in corso di fusione. Mentre si dirige a casa, si ferma a comprare del latte in un mini market, e assiste ad una scena pericolosa: un certo Cash cerca di riscuotere il premio di un biglietto della lotteria, ma il gestore del market si rifiuta, accusandolo d’averlo contraffatto. Cash sfodera una pistola, a quel punto Jack, per placare la situazione, gli offre di tasca sua i soldi del biglietto (200 $), pur di chiudere la questione. Dopo un breve momento di tensione, Cash accetta ed esce dal market, invitando Jack a seguirlo chiamandolo per nome.
Cash liquida velocemente il fatto d’aver “indovinato” il nome di Jack, e dopo un breve scambio di battute, in cui Jack offre aiuto a Cash in modo goffo e superficiale, risultando arrogante, Cash si allontana dando uno strano avvertimento a Jack: lo avvisa che “l’ha voluta lui”.
Senza pensarci troppo, Jack torna a casa e va a dormire, ma al suo risveglio non si trova nel suo letto, né tantomeno nel suo attico: si sveglia accanto ad una donna ed entrano nella stanza due bambini, Annie e Josh, eccitatissimi dato che è Natale, accompagnati da un cane. Nel trambusto generale Jack si rende conto che la donna nel letto con lui è Kate, ma non perde tempo a pensare, si fionda giù dalle scale, incrociando i genitori di Kate, prende la prima auto che trova e si dirige a New York (si è svegliato nel New Jersey).
Una volta arrivato nel palazzo in cui abita però l’usciere non lo riconosce e non lo fa entrare, così come una sua vicina, che lo tratta come un senzatetto. Infuriato, si dirige nel luogo in cui lavora, ma anche lì non viene riconosciuto, e quando punta l’elenco dei nomi dei dirigenti, nota che al suo posto, sotto “presidente” c’è quello del suo sottoposto Alan Mintz.
Sconvolto, Jack incrocia Cash in strada che guida la sua Ferrari, lo invita a salire e gli spiega che quello che sta vivendo è “un’occhiatina”, la possibilità di vivere temporaneamente una vita diversa. Per quanto tempo, non si sa. C’è un’importante lezione che deve imparare dalla vita, e finché non l’avrà imparata (e capito qual è) rimarrà incastrato in questa situazione. Inoltre gli consegna il campanello di una bicicletta senza spiegargli a cosa serva.
Senza altre opzioni, Jack torna nella casa nel New Jersey, non sapendo esattamente dove si trova si perde e chiede indicazioni a una persona che in questa vita è suo amico e vicino di casa, Arnie, il quale pensa che Jack abbia subito una sorta di esaurimento nervoso e lo riporta a casa, dove affronta una preoccupatissima e arrabbiata Kate: è uscito di corsa di casa la mattina di Natale perdendosi tutta la giornata in famiglia, il pranzo, i regali, le facce felici dei bambini. Jack cerca di suonare il campanello da bicicletta ma non succede nulla, e anzi gli viene sottratto da sua figlia Annie, che ha ricevuto per Natale proprio una bicicletta. Nonostante tutto Jack se la cava con una veloce strigliata, perché devono prepararsi per andare ad una festa da amici (i Thompson), a cui subito non vuole andare, ma ci ripensa quando scopre che l’alternativa è rimanere in casa con i due figli.
Durante la festa si scoprono altri dettagli di questa vita parallela: la famiglia di Jack ha molti amici, è benvoluta nel quartiere e la padrona di casa, Evelyn Thompson, ha un’evidente cotta per Jack e gli fa spesso avances nonostante siano entrambi sposati. Si scopre anche che Kate è un brillante avvocato ma guadagna molto poco perché si dedica alla difesa no-profit, è un avvocato d’ufficio.
I giorni passano e Jack è sempre intrappolato in questa vita: una volta passate le feste riparte il solito tran tran fatto di lavoro e scuola per i bambini, di cui lui non sa nulla. Per sua incredibile fortuna Annie, la figlia maggiore, capisce che Jack non è il suo vero padre (cosa che Jack confessa), ma neanche la sua fantasia di bambina può intuire la realtà, e pensa che sia un alieno che si è momentaneamente sostituito al padre. Senza farsi prendere dal panico, decide di aiutarlo in cambio della restituzione del vero padre e di non essere rapita insieme al fratello per essere portata su una navicella spaziale e sottoposta ad esperimenti.
Grazie agli aiuti di Annie, Jack scopre dove portare lei a scuola, il figlio più piccolo al nido, e soprattutto dove lavora: in un’officina di autoriparazioni e vendita di gomme e autoricambi, fondata dal padre di Kate, Ed.
L’officina è prospera e ben avviata, ma non certo paragonabile al suo lavoro precedente. Jack si sente sempre in trappola, il suo ufficio è tappezzato di disegni dei figli e foto del matrimonio e della famiglia, in cui non si riconosce, ma osservando l’anno stampato su una targa appesa al muro capisce che in questa vita non è partito per Londra. Sta vivendo la vita che avrebbe vissuto se avesse scelto di restare, come Kate gli aveva chiesto, 13 anni prima.
Il tempo passa e inizia ad adattarsi alla sua nuova vita, ma anche se da una parte si nota la sua grande onestà (pur essendo molto attratto da Kate finge di dormire per non fare sesso con lei, dato che non si “sente” ancora suo marito) dall’altra non mancano momenti di attrito e difficoltà, come quando in un momento di sobrio shopping familiare Jack insiste nel voler comprare un abito da 2.400 $, cosa che era normalissima nella sua vita precedente ma che ora non può assolutamente permettersi, e finisce per litigare con Kate. Vede la vita da padre come una lunga serie di sacrifici senza ricompensa.
Nel frattempo parlando con Kate continua a scoprire dettagli sulla sua nuova vita: la gravidanza che ha portato alla nascita di Annie è stata inaspettata e per questo hanno dovuto lasciare il Greenwich Village dove vivevano e un giorno salvò Ed da un infarto, sostituendolo poi nella gestione del negozio, lavoro che non ha più lasciato. Durante una serata al bowling, di cui il Jack “alternativo” è un grande campione, ma il “nuovo” non lo è affatto, riceve l’ennesima avance di Evelyn Thompson, e sembra cedere, chiedendone l’indirizzo all’amico Arnie, che lo dissuade dal percorrere questa strada facendogli notare quanto sua moglie sia una donna stupenda e straordinaria.
Di ritorno a casa, Jack e Kate hanno un innocuo battibecco su chi deve mangiare una fetta di torta, la cosa si trasforma in un momento di intimità, ma Jack sbaglia nel dire a Kate ciò che lei vuole sentirsi dire (“ti amo”, non poteva saperlo) e la magia svanisce. Rattristato, Jack rimane a guardare da solo delle videocassette girate durante il 40º compleanno di Kate, in cui lui le canta una canzone. Seppur inizialmente imbarazzato, da questo dettaglio Jack vede una versione migliore di sé stesso, in cui canta a sua moglie senza vergogna davanti a parenti e amici, passione che possiamo vedere anche a inizio film, che però tiene nascosta, nella solitudine del suo attico e in ascensore, e si zittisce imbarazzato non appena sopraggiunge qualcuno.
Anche se pian piano si sta abituando alla vita da padre di famiglia, Jack fa un altro scivolone clamoroso, sempre per una cosa che non poteva sapere: dimentica l’anniversario di matrimonio. Kate gli regala una versione economica del vestito che desiderava tanto e per il quale avevano litigato, ma Jack non ha nulla, e Kate rimane visibilmente delusa. Parlando con Annie, Jack scopre che la sua versione alternativa faceva sempre regali strabilianti ed eccentrici a Kate, ad esempio una volta ha dato il suo nome ad una stella.
Nonostante la situazione critica, riesce a rimediare portando Kate a cena a New York in un ristorante molto raffinato che frequentava nella sua vita precedente. Lì hanno una conversazione aperta, in cui Jack ammette tutti i dubbi e le difficoltà che sta incontrando (senza rivelare che viene da una realtà diversa), e rimane stupito nello scoprire che anche Kate li ha e si chiede che ne sarebbe stato della sua vita se non lo avesse sposato, ma che si ritiene estremamente soddisfatta e contenta di quello che insieme hanno costruito. Come parte del regalo passano la notte in albergo a NY, e lì Jack si dichiara: ha capito che non ha mai smesso di amarla neanche dopo tutti quegli anni, e i due passano finalmente una notte di intimità.
Innamorato e ormai pienamente consapevole del suo ruolo e delle sue responsabilità come padre di famiglia, Jack si impegna duramente a casa e al lavoro, ma gli imprevisti sono dietro l’angolo: Peter Lassiter, il suo vecchio capo, si presenta in negozio con una gomma a terra. Il pezzo deve essere ordinato in quanto l’auto è d’epoca, e i due parlano a lungo della fusione che stava gestendo Alan Mintz, secondo Jack troppo preoccupato di passare poco tempo in famiglia per poter condurre una trattativa più aggressiva e strappare condizioni migliori per la sua società, Peter è sinceramente impressionato e gli chiede di portargli lui stesso l’auto una volta pronta.
Jack ha così un colloquio con Mintz e Lassiter che va a buon fine, e nonostante gli orari e gli impegni di un lavoro a Wall Street mal si sposino con il suo tran tran nel New Jersey, la tentazione è troppo forte. Mostra a Kate la casa dove andrebbero a vivere per essere più vicini a NY, fornita dalla società, ma lei non è affatto contenta: lui sembra aver già deciso senza avergliene parlato, hanno scelto anni prima di allontanarsi dalla vita frenetica di NY per crescere i bambini in modo più tranquillo, e la sua idea di fare il pendolare gli lascerebbe pochissimo tempo da passare con i figli.
Di ritorno a casa Jack trova un vecchio biglietto aereo, e capisce che anche in questa realtà alternativa è andato a Londra, ma è tornato il giorno successivo. Lui e Kate hanno un altro confronto a cuore aperto, in cui Kate gli dice che aveva immaginato di invecchiare insieme a lui nel New Jersey, ma che se proprio avesse voluto, l’avrebbe seguito a NY con i figli e fatto tutti i sacrifici necessari perché lo ama.
Jack decide di non accettare il lavoro, e a questo punto la sua “trasformazione” in padre di famiglia è completa: ha anteposto il benessere della sua famiglia ai suoi interessi personali. Anche Annie pensa che il suo vero papà sia tornato. Tuttavia una sera mentre è nel garage sente Annie che suona il campanello datogli da Cash, segnale che non sa come interpretare.
Poco dopo, mentre compra del sale per sciogliere il ghiaccio nel vialetto Jack incontra nuovamente Cash, questa volta sotto forma di cassiere del negozio. Jack capisce che è lì per farlo tornare alla sua vita precedente e lo affronta aggressivamente, dicendogli che non può entrare e uscire nella vita delle persone solo per scombussolarne l’esistenza, e che non ha nessuna intenzione di tornare indietro. Ad ogni modo Jack sa di non avere scelta: come gli ricorda Cash, quella era “un’occhiatina”, che per definizione non può essere una situazione permanente. Ha imparato la sua lezione, che era capire cosa voleva davvero dalla vita.
Così Jack saluta i suoi figli mentre dormono, ha un’ultima affettuosa chiacchierata con Kate e mentre porta a spasso il cane nevica, così come ha nevicato la prima volta che ha visto Cash: è il segnale che è tutto finito.
Tornato a casa non va a letto, rimane su una poltrona cercando di restare sveglio, ma inevitabilmente si addormenta. Al suo risveglio si trova di nuovo nel suo enorme attico, che ora trova incredibilmente vuoto e silenzioso.
Torna nella casa nel New Jersey, ora abitata da qualcun altro, chiedendo se Kate abitasse lì, con il padrone di casa che gli chiede se si sentisse bene, e rispondendo di no se ne va. Mentre torna a NY riceve una chiamata dalla sua segretaria Adele, che gli ricorda la riunione d’emergenza che ha indetto per Natale: nella realtà alternativa Jack ha trascorso parecchie settimane, ma nella sua vita reale non è passato neanche un giorno. Si reca così alla riunione, dando istruzioni e rassicurazioni ai suoi sottoposti, in particolar modo ad Alan Mintz, a cui dice che ha un’energia e una determinazione che tiene nascoste, memore del loro incontro nella realtà alternativa in cui Alan lo aveva affrontato dopo aver parlato con Lassiter, considerandolo una spia della concorrenza e uno spaccone.
Uscito dalla società, Jack recupera il numero di Kate, che lo aveva cercato a inizio film, per andare a scoprirne la motivazione. La verità lo lascia sconvolto: Kate è uno strapagato avvocato e si sta trasferendo in Francia, a Parigi, per dirigere una filiale dello studio per cui lavora. Lo ha contattato solo per dargli una scatola di suoi vecchi ricordi. Come lui, si è concentrata sulla carriera, non si è mai sposata e non ha figli.
Jack prova a intavolare un discorso facendo leva sui vecchi sentimenti (per lui in realtà piuttosto recenti) ma lei, presa dai preparativi per la partenza, declina gentilmente il suo invito a prendere un caffè.
Tornato a casa, Jack riguarda i vecchi ricordi che gli sono stati restituiti e prende una decisione: rinuncia al programmato viaggio di lavoro ad Aspen e insegue Kate all’aeroporto. Lei è già in fila per l’imbarco, e lui cerca di dissuaderla dal salire sull’aereo in un curioso ribaltamento di ruoli rispetto all’inizio del film, in cui era Kate a pregarlo di non partire, e anche in questo caso sembra non avere successo. Kate gli dice che se ha bisogno di perdono dopo tutti quegli anni non ha problemi, pur avendo sofferto è andata avanti, e lo invita a fare altrettanto, tornando in fila.
Disperato e senza altre opzioni, Jack si gioca il tutto per tutto descrivendole ciò che ha vissuto nella realtà alternativa: la casa nel New Jersey, i loro impieghi, la famiglia, i figli, concludendo che sa bene che potrebbe essersi sognato tutto e che potrebbero tranquillamente proseguire brillantemente con le loro vite, ma dopo aver visto ciò che possono essere insieme, non ci sta a lasciarla andare senza averle provate tutte, e la prega nuovamente di restare almeno per quella notte e parlare.
Intrigata, Kate accetta. Il film si conclude con Jack e Kate che parlano indistintamente nel bar dell’aeroporto, il che dà allo spettatore un finale aperto e interpretabile, seppur tendente al lieto fine, come si deduce anche dal fatto che fuori nevica, un segnale ricorrente in questo film, che indica un cambiamento.

## Riconoscimenti
- 2001 - Saturn Award
  - Miglior attrice protagonista a Téa Leoni
  - Candidatura come miglior film fantasy
- 2000 - Phoenix Film Critics Society Awards
  - Candidatura come migliore attrice giovane protagonista o non a Makenzie Vega
- 2001 - Blockbuster Entertainment Awards
  - Miglior attore in un film commedia/romantico a Nicolas Cage
  - Candidatura come migliore attrice in un film commedia/romantico a Téa Leoni
  - Candidatura come miglior attore non protagonista in un film commedia/romantico a Don Cheadle
- 2001 - BMI Film & TV Award
  - Miglior colonna sonora a Danny Elfman
- 2001 - Artios Award
  - Candidatura per il miglior casting per un film commedia a Matthew Barry e Nancy Green-Keyes
- 2001 - Young Artist Awards
  - Miglior attrice giovane 10 anni o meno a Makenzie Vega
  - Candidatura per il miglior film drammatico per la famiglia